# Photo (singolo)
Photo è un singolo della cantautrice italiana Giordana Angi, pubblicato il 1º settembre 2023 come primo estratto dal secondo EP Giordana.

## Video musicale
Il video è stato pubblicato contestualmente all'uscita del singolo sul canale YouTube della cantante.
Il 27 ottobre 2023 sono stati pubblicati i video anche delle altre versioni.

## Tracce
Download digitale – versione francese/italiana
1. Photo – 3:08

Download digitale – versione francese/inglese
1. Picture – 3:08

Download digitale – versione inglese
1. Picture – 3:08

Download digitale – versione francese
1. Photo – 3:08

Download digitale – versione italiana
1. Foto – 3:08

Download digitale – versione spagnola
1. Foto – 3:08

## Date di pubblicazione
| Data              | Formato                      | Versione          | Etichetta          | Note  |
| ----------------- | ---------------------------- | ----------------- | ------------------ | ----- |
| 1º settembre 2023 | Download digitale, streaming | francese/italiana | Cherrytree Records | [ 2 ] |
| 19 ottobre 2023   | Download digitale, streaming | francese/inglese  | Cherrytree Records | [ 3 ] |
| 19 ottobre 2023   | Download digitale, streaming | inglese           | Cherrytree Records | [ 4 ] |
| 19 ottobre 2023   | Download digitale, streaming | francese          | Cherrytree Records | [ 5 ] |
| 19 ottobre 2023   | Download digitale, streaming | italiana          | Cherrytree Records | [ 6 ] |
| 19 ottobre 2023   | Download digitale, streaming | spagnola          | Cherrytree Records | [ 7 ] |